# 葛西善三郎
葛西 善三郎（かさい ぜんざぶろう、1922年 - 2017年）は、日本の農学者。

## 概要
旧制滝川中学校卒業鳥取高等農業学校卒業、鳥取大学農学部同窓会京都支部設立に参画し初代支部長を務める。京都大学農学部農林化学科卒業。1947年京都大学助教授、1957年京都大学食糧科学研究所教授。1985年京都大学を定年退官、同年京都大学名誉教授となる。京都大学を定年退官後は近畿大学農学部教授となる。
1956年日本土壌肥料学会賞受賞。

## 著書
- ふれあい―奥田東先生傘寿祝賀文集 ASIN B000JBWPX0
- ラジオアイソトープ：農業生産 ASIN B000JATC2I